# 영주여객
영주여객(榮州旅客)은 경상북도 영주시 구성로 305 (휴천동)에 있는 경상북도 영주시의 시내버스 운수업체이다.

## 연혁
- 1958년 4월 9일: 회사 설립
- 2024년 1월 1일 : 봉화군의 농어촌버스 무료 운행 관련 봉화여객 설립(분사)

## 운행 노선
모든 버스에 LED 행선판을 설치하여 시정 정보, 운행방향, 노선안내 등과 같은 정보알림목적으로 운영 중이며, 일부 버스에 한정하여 버스정보시스템을 지원하는 중이다.

### 도시형버스
- 1번: 한국폴리텍대학 ~ 한국폴리텍대학
- 2번: 한국폴리텍대학 ~ 영주시보건소 ~ 해표사료앞 ~ 영주중학교 ~ 청구아파트
- 2-1번: 한국폴리텍대학 ~ 영주역 ~ 영주터미널 ~ 장춘당약국 ~ 영주중학교 ~ 청구아파트
- 3번: 한국폴리텍대학 ~ 청구아파트 ~ 코아루아파트
- 5번: 장수(반구) ~ 청구아파트 ~ 코아루아파트 (코로나19로 인해 주말 미운행)
- 8번: 한국폴리텍대학 ~ 한국폴리텍대학 (경북전문대학교>가흥동택지 방면 반시계방향)
- 8-1번: 한국폴리텍대학 ~ 한국폴리텍대학 (가흥동택지>경북전문대학교 방면 시계방향)
- 28번: 영주여객 본사 ~ 영주역 ~ 영주터미널 ~ 풍기역 ~ 소수서원 ~ 부석사 (주말, 공휴일 한정)
- 28-1번: 영주여객 본사 ~ 영주터미널 ~ 영주역 ~ 파머스마켓 ~ 무섬마을 (주말, 공휴일 한정)

### 농어촌버스·좌석버스
- 20번: 영주 ~ 와현, 용혈
- 21번: 영주 ~ 감천, 미울
- 22번: 영주 ~ 풍기 ~ 동양대학교
- 23번: 영주 ~ 풍기 ~ 하촌
- 24번: 영주 ~ 전구동, 두산
- 25번: 영주 ~ 풍기온천 ~ 희방사
- 26번: 영주 ~ 풍기 ~ 삼가동, 백1리
- 27번: 영주 ~ 풍기 ~ 부석 ~ 부석사
- 30번: 영주 ~ 평은
- 31번: 영주 ~ 두월
- 32번: 영주 ~ 석포
- 33번: 영주 ~ 문단 ~ 봉화, 화천
- 52번: 영주 ~ 대평, 태장
- 53번: 영주 ~ 순흥
- 54번: 영주 ~ 단산, 오상
- 55번: 영주 ~ 진우부석, 샘실
- 영주 ~ 소백산온천
- 영주 ~ 물야약수터
- 영주 ~ 오릉보계부석
- 영주 ~ 풍기 ~ 부석, 임곡(27번의 지선노선격이다.)
- 영주 ~ 여륵
- 영주 ~ 재산
- 영주 ~ 성곡
- 영주 ~ 예천(하루 1회 운행한다.)

## 주요 차량
- 자일대우버스: NEW BS090, NEW BS106
- 현대자동차: 그린시티, 뉴슈퍼에어로시티, 카운티 뉴브리즈, 일렉시티 타운